# Косенко, Николай Васильевич
Николай Васильевич Косенко (25.12.1902, Кузьминка, Туркестанский край, Российская империя — 19.05.1991, то же село) — председатель колхоза «Красный Восток» Меркенского района Южно-Казахстанской области, Герой Социалистического Труда (1948).

## Биография
Родился в 1902 году в селе Кузьминка Туркестанского края (сегодня — Меркенский район Жамбылской области). 
С мая 1924 по май 1926 года служил в РККА, в составе 6-го Туркестанского стрелкового полка участвовал в ликвидации басмачества. 
В 1927 году организовал в Кузьминке ТОЗ - товарищество по совместной обработке земли, реорганизованное в 1929 году в колхоз «Красный Восток», был избран его председателем. С апреля 1931 г. член ВКП(б).
В 1932-1933 годах слушатель совпартшколы в Чимкенте, затем работал председателем колхоза «Победа" и председателем Меркенского сельсовета.
С декабря 1936 по октябрь 1938 года повторно возглавлял колхоз «Красный Восток», с октября 1938 года директор объединения «Заготскот», с 1940 года — секретарь партбюро Меркенского овцесовхоза.
С апреля 1941 года обучался на курсах в Алма-Ате.
18 июля 1941 года мобилизован в армию. Участник Великой Отечественной войны, старший лейтенант, места службы:
- 27 отдельный полк резерва офицерского состава Центрального фронта, Белорусского фронта, 1 Белорусского фронта
- 219 кавалерийский полк 61-й кавалерийской дивизии
- 22 гвардейский кавалерийский полк 5-й гвардейской кавалерийской дивизии.

После демобилизации в 1945 году возвратился в родной колхоз и сновастал его председателем.
В 1947 году колхоз «Красный Восток» собрал по 800 центнеров сахарной свеклы на площади 8 гектаров. Указом Президиума Верховного Совета СССР от 28 марта 1948 года присвоено звание Героя Социалистического Труда с вручением ордена Ленина и золотой медали «Серп и Молот».
С октября 1952 года заведующий фермой Меркенского овцесовхоза, затем - заведующий мельницей, заместитель председателя колхоза «Красный Восток», заведующий свинофермой, заведующий складом.
С 1970 года на пенсии. 

## Награды
- Герой Социалистического Труда — 28 марта 1948 года;
- Орден Отечественной войны II степени (06.04.1985);